# Осаки (станция)

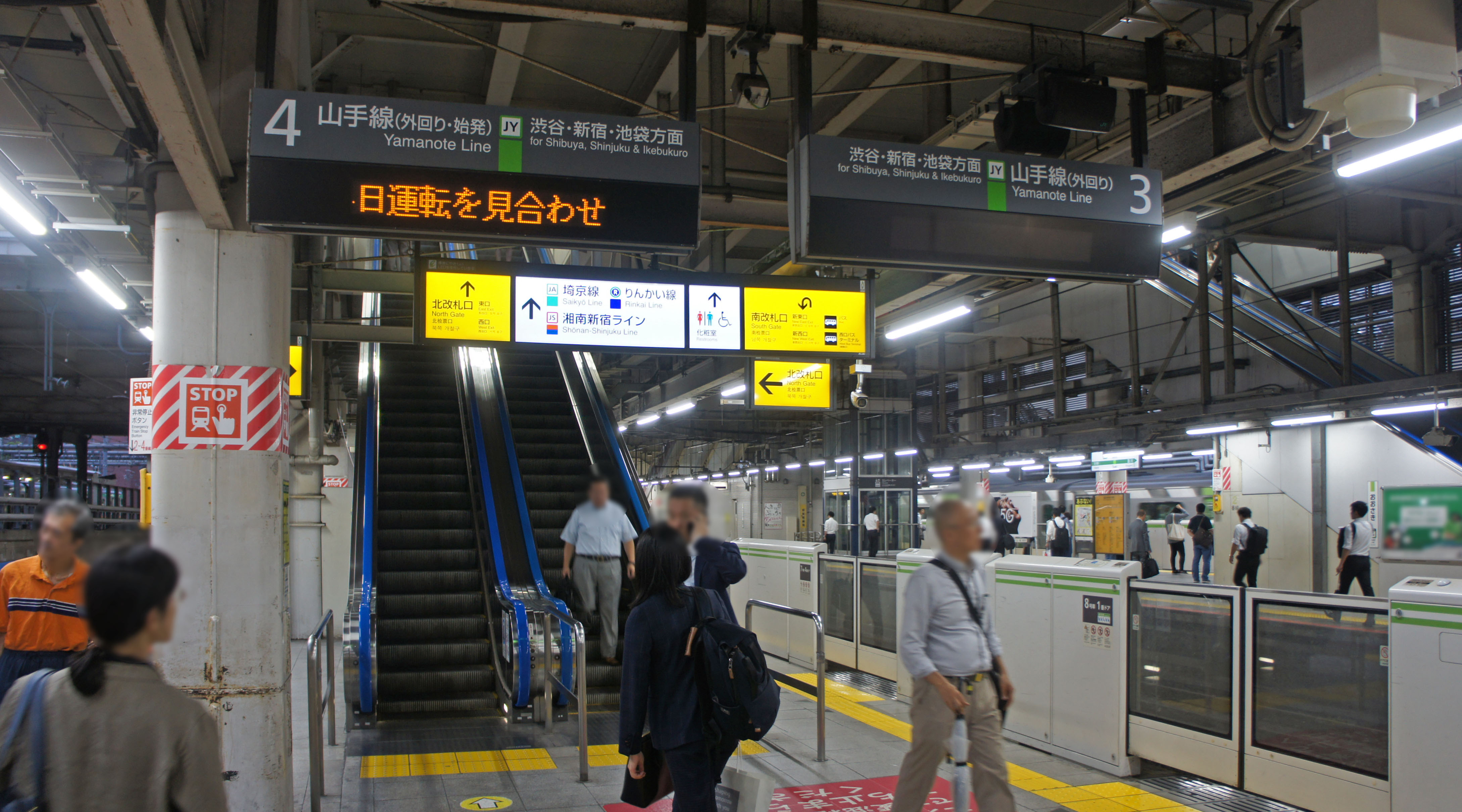
Платформа линии Яманотэ

Станция Осаки (яп. 大崎駅 о:саки эки) — железнодорожная станция, расположенная в специальном районе Синагава, Токио. Одна из станций, с которых составы линии Яманотэ начинают своё движение. Для этого предусмотрено 4 пути на, чтобы составы начинающие движение на данной станции не мешали остальным составам проходить её. На станции установлены автоматические платформенные ворота.

## История
Станция была открыта 25 февраля 1901 года на линии Яманотэ. 1 декабря 2002 года были открыты платформы линий Ринкай, Сайкё и Сёнан-Синдзюку.

## Линии
- East Japan Railway Company (JR East)
  - Линия Сайкё
  - Линия Сёнан-Синдзюку
  - Линия Яманотэ
- Tokyo Waterfront Area Rapid Transit (TWR)
  - Линия Ринкай

Большинство составов линии Сайкё продолжают движение по линии Ринкай до станции Син-Киба, как и большинство составов линии Ринкай до станций Омия и Кавагоэ по линии Сайкё.

## Планировка станции
4 платформы островного типа и 8 путей. Пути с первого по четвёртый используются линией Яманотэ, а остальные линиями Сайкё, Сёнан-Синдзюку и Ринкай.
| 1・2  | ■Линия Яманотэ        | Синагава・Токио                                                                    |
| 3・4  | ■Линия Яманотэ        | Сибуя・Синдзюку                                                                    |
| 5     | ■Линия Сёнан-Синдзюку | Иокогама・Офуна・Одавара（Линия Токайдо） Иокогама・Офуна・Дзуси（Линия Йокосука） |
| 5 — 7 | ■Линия Ринкай         | Токио-Телепорт・Син-Киба                                                           |
| 8     | ■Линия Сёнан-Синдзюку | Омия・Уцуномия（Линия Уцуномия） Омия・Такасаки（Линия Такасаки）                  |
| 7 — 8 | ■Линия Сайкё          | Синдзюку・Икэбукуро・Акабанэ・Омия                                                 |

### Схема путей
|                                  | Линия Токайдо (Линия Хинкаку) до Станции Иокогама                                   |                                    |
| Линия Ринкай до станции Син-Киба |                                                                                     | Линия Яманотэ до станции Икэбукуро |
|                                  | Линия Яманотэ до станции Синагава Линия Токайдо (Линия Хинкаку) до Станции Синагава |                                    |

## Близлежащие станции
| «                   |  | Линия                                                                     |  | »                     |
| ------------------- |  | ------------------------------------------------------------------------- |  | --------------------- |
| Готанда             |  | Линия Яманотэ                                                             |  | Синагава              |
| Эбису               |  | Линия Сёнан-Синдзюку (Линия Уцуномия — Линия Йокосука сквозное сообщение) |  | Ниси-Ои               |
| Эбису               |  | Линия Сёнан-Синдзюку (Линия Такасаки — Линия Токайдо сквозное сообщение)  |  | Мусаси-Косуги         |
| Эбису (Линия Сайкё) |  | Линия Сайкё/Линия Ринкай                                                  |  | Оимати (Линия Ринкай) |